# Semaeomyia crassicornis
Semaeomyia crassicornis är en stekelart som först beskrevs av Maximilian Spinola 1842.  Semaeomyia crassicornis ingår i släktet Semaeomyia och familjen hungersteklar. Inga underarter finns listade i Catalogue of Life.